# Granica mjanmańsko-laotańska
Granica mjanmańsko-laotańska – granica międzypaństwowa między Mjanmą (Birma) i Laosem, ciągnąca się na długości 237,5 km od trójstyku z Chinami na północy do trójstyku z Tajlandią na południu. Granicę wyznacza rzeka Mekong.
Granica na północy rozpoczyna się od trójstyku granic Mjanmy, Chin i Laosu, znajdującego się na rzece Mekong (współrzędne: 21°33′49,0″N 101°08′38,5″E/21,563611 101,144028), następnie ciągnie się przez 237,5 km (147,6 mi) w kierunku południowo-zachodnim. Na całej długości przebieg granicy wyznacza rzeka Mekong. Granica kończy się na trójstyku granic Mjanmy, Tajlandii i Laosu (współrzędne: 20°21′15,5″N 100°04′59,5″E/20,354306 100,083194), który mieści się przy ujściu rzeki Kok do Mekongu.
Granica powstała po uzyskaniu przez Laos niepodległości (częściowa niepodległość w 1949 roku, pełna niepodległość w roku 1953; Birma uzyskała niepodległość już wcześniej, w 1948 roku). Międzynarodowe porozumienie ratyfikujące przebieg granicy podpisano w październiku 1995 roku. Granicę na tym samym odcinku Mekongu ustanowiono już 15 stycznia 1896 roku pomiędzy posiadłościami kolonialnymi Francji (Indochiny Francuskie) i Wielkiej Brytanii (Indie Brytyjskie), choć już dawniej rzeka Mekong rozdzielała w tym miejscu różne organizmy państwowe.
W latach 2013–2015 w pobliżu miejscowości Kenglat wybudowano pierwszy most drogowy na Mekongu łączący Mjanmę z Laosem.